# Cis signatus
Cis signatus is een keversoort uit de familie houtzwamkevers (Ciidae). De wetenschappelijke naam van de soort werd in 1879 gepubliceerd door David Sharp.